# Diegem

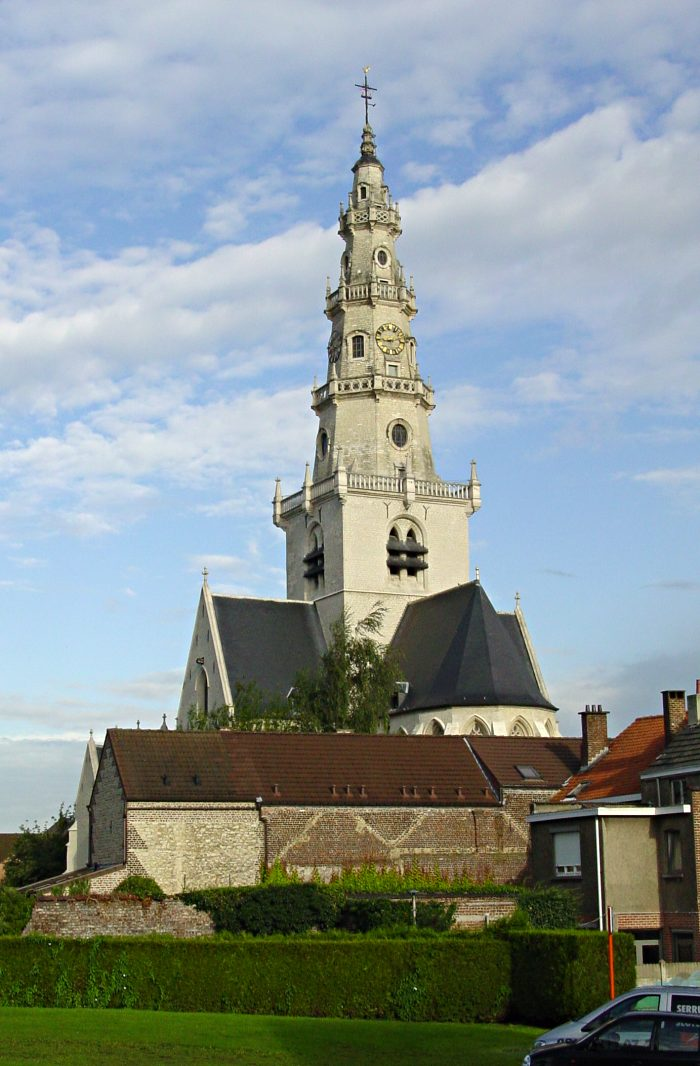
A diegemi templom tornya

Diegem település a belgiumi Machelen járásban található, amely a flandriai Flamand-Brabant tartomány területén, a Halle-Vilvoorde körzetben fekszik.
A település legjellegzetesebb látnivalója az 1543-ban felavatott, gótikus stílusban épült Szent Katalin és Szent Kornelius templom, amelynek jellegzetes, lépcsőzetes tornya van.
A várost a diegemi vasútállomás köti össze a belga vasúthálózattal, amely a Brüsszel-Leuven fővonalon fekszik, Haren Zuid és Zaventem állomások között.
Diegem a Brüsszel Fővárosi régió határán, közel a zaventemi nemzetközi repülőtérhez és a Brüsszelt körbefogó R0 körgyűrűhöz található, ezért a település közelében számos irodaház és ipari létesítmény található.

## Lásd még
- Machelen